# Jerviswood
Jerviswood ist ein Herrenhaus in Schottland. Es liegt am Rand der Stadt Lanark in der Council Area South Lanarkshire. 1971 wurde das Bauwerk in die schottischen Denkmallisten in der höchsten Kategorie A aufgenommen.

## Beschreibung
Das Herrenhaus stammt aus dem 16. oder 17. Jahrhundert. Historic Scotland schränkt den Bauzeitraum auf das mittlere 17. Jahrhundert ein. Am Standort befand sich zuvor ein Tower House, das auf das 15. oder 16. Jahrhundert datiert wird. Während im Jahre 1887 noch die Ruine des Wehrturms stand, wurde er im Zuge eines Badezimmeranbaus an Jerviswood um 1950 weitgehend abgebrochen.
Jerviswood steht isoliert rund 800 m nördlich von Lanark. Das Anwesen grenzt an das linke Ufer des Mouse Water, das nahe dem Cartland Bridge Hotel in den Clyde mündet. Es gilt als guterhaltenes Beispiel für das Wohnhaus eines schottischen Lairds aus dem 17. Jahrhundert. Das Gebäude ist verhältnismäßig schlicht ausgestaltet. Im Inneren sind der Kamin sowie die Holzvertäfelungen hervorzuheben.